# Lucas Lynggaard Tønnesen
Lucas Lynggaard Tønnesen (født 13. juli 2000 i København) er en dansk skuespiller, kendt for sin rolle Rasmus i den første danske originale Netflix-serie The Rain.
Tønnesen medvirkede i 2013 i filmen Kvinden i buret, hvor han spillede Lasse som barn. I 2013 medvirkede han også i Tomas Villum Jensens komediefilm Player i rollen som Casper Christensens søn Phillip. Han havde senere en rolle i DR1's julekalender Tidsrejsen som Sofies bror.
Tønnesen debuterede i 2012 med en rolle i familieforestillingen Cirkus Summarum.
Han er kæreste med Laura Lynggaard Normann

## Filmografi

### Film
| År   | Titel           | Rolle                      | Bemærkninger |
| ---- | --------------- | -------------------------- | ------------ |
| 2013 | Kvinden i buret | Lars Henrik 'Lasse' Jensen | Spillefilm   |
| 2013 | Player          | Philip                     | Spillefilm   |
| 2015 | I stykker       | Oliver                     | Kortfilm     |

### TV-serier
| År          | Titel      | Rolle                     | Bemærkninger |
| ----------- | ---------- | ------------------------- | ------------ |
| 2014        | Tidsrejsen | Oliver                    | Julekalender |
| 2018 - 2020 | The Rain   | Rasmus Andersen           | Netflix      |
| 2022        | Borgen     | Magnus Nyborg Christensen | DR-serie     |
| 2022 -      | 1899       | Krester                   | Netflix      |

### Teater
| År   | Titel           | Rolle  | Bemærkninger |
| ---- | --------------- | ------ | ------------ |
| 2012 | Cirkus Summarum | Buster | Teater       |